# Comuna Țenovo, Ruse
Țenovo (în bulgară Ценово) este o comună în regiunea Ruse, Bulgaria, formată din satele Beleanovo, Belțov, Djuliunița, Dolna Studena, Karamanovo, Krivina, Novgrad, Piperkovo și Țenovo. 

## Demografie
Componența etnică a comunei Țenovo
     Bulgari (78,82%)
     Romi (2,98%)
     Turci (7,49%)
     Nicio identificare (10,58%)
     Altele (0,1%)
La recensământul din 2011, populația comunei Țenovo era de 5.923 locuitori. Din punct de vedere etnic, majoritatea locuitorilor (78,82%) erau bulgari, existând și minorități de turci (7,49%) și romi (2,98%). Pentru 10,58% din locuitori nu este cunoscută apartenența etnică.